# Луква (річка)
Лу́ква — річка в Україні, у межах Богородчанського, Калуського та Галицького районів Івано-Франківської області. Права притока Дністра (басейн Чорного моря).

## Загальна характеристика
Довжина 70 км, площа басейну 368 км². У верхній та середній течії долина переважно V-подібна, нижче — трапецієподібна, завширшки від 0,2 до 1,1 км, завглибшки 30–80 м. Заплава переважно двостороння, завширшки 150—550 м. Річище звивисте, завширшки 5–15 м (максимально — 38 м), завглибшки 0,2–0,8 м. Швидкість течії від 0,1 до 0,5 м/с, переважає 0,2–0,3 м/с. Похил річки 5,6 м/км, загальне падіння 482 м. Характерні паводки.

## Розташування
Луква бере початок у передгір'ї Карпат, на південь від села Луквиці, на висоті 700 м над р. м. Тече на північний схід у межиріччі Лімниці та Бистриці Солотвинської і Бистриці паралельно до цих річок. Впадає у Дністер на північно-західній околиці міста Галича, на 1118 км від гирла на висоті 218 м.
Притоки: Мальхівський, Рудовець, Сажівка (ліві); Корни, Луквиця (праві).

## Топоніміка
Давня назва — Луків. Перші згадки назви Луква: Lukyew (1476, AGZ, XIX, 176); nad rzeką Lukwią (1565—1566, ЖУР, І, 96); Łukwa (1880, KuKS); Łukwa, Łukiew (1884, SG, V, 828); Łukiew (1906, KuKKH); Łukwa (1932, MTS); Луква (1957, КРУ, 38); Луква (1979, СГУ, 330); Луква (2009, РІФ). Вона утворена за допомогою суфіксу –ев– від апелятива «лук» (вигин, дуга), польського «lęk» (дуга, вид зброї), словацького «luk» (вид зброї, вигин). Сучасна форма гідроніма є суфіксальним деривативом на -ъв(а) від вихідного «лук». Вона вказує на форму річища. Ю. Удольф пов'язує цей гідронім з південнослов'янським гідро- терміном «локва» (калюжа, озеро, болото). Перехід локва> Луква він пояснює народною етимологією (зближення з лука) або ж польською зміною [о]> [у].

## Фізико-географічна характеристика басейну Лукви
Басейн розташований в центральній частині Українських Карпат (верхів'я) і Прикарпатській височині. Чітко виражені вододіли проходять гірськими хребтами і вершинами висотою 650—750 м, та височинах з висотою 450—600 м, у нижній частині 290—320 м. Басейн складений типовим карпатським флішем, що перекритий алювіальними щебеневими утвореннями і лесами.
Більша частина площі басейну зайнято лісом, у верхів'ї — хвойним, який поступово змінюється мішаним і далі листяним, переважно грабовим. Усі відкриті ділянки місцевості розорані. Заплава лугова, суха, двостороння. Поверхня її рівна, місцями поросла чагарниками, складена суглинистими ґрунтами з включенням гальки. Під час повеней і паводків затоплюється водою від 0,2 м до 2 м, від кількох годин до кількох днів.
Дно річки нерівне, глинисте, галькове, легко розмивається і деформується. Береги круті і прямовисні (зрідка пологі), заввишки 1–1,5 м, часто зливається зі схилами долини, складені суглинками, у нижній течії з галькою, зарослі травою, вербовим чагарником і деревами.

## Гідрологічний режим
Річка Луква характеризується нерівномірним стоком протягом усього року, про що свідчить велика кількість паводків упродовж року. Вони спричинені як таненням снігу в горах, так і випаданням інтенсивних дощів. Живлення річок Галицького району, що є правими притоками Дністра, змішане: навесні основним джерелом стоку є талі снігові води, з травня по листопад вони мають дощове живлення, після чого домінуючу роль мають ґрунтові води. Зокрема, норма стоку річки Луква становить 141,6 млн м³. Власний стік річки не зарегульований. Ставків та водойм, що регулюють місцевий стік немає. Річкам Лукві та Лімниці властивий паводковий період з лютого чи березня по червень — липень, коли проходить понад дві третини річкового стоку, що утворюється від танення снігів та липневих опадів. У решту частину року часто проходять паводки, викликані дощами; в зимовий період року часто спостерігається сніго-дощові паводки.
Спостереження на річці Лукві проводяться з 1944 року на водному посту в селі Боднарів. Висота поста 282 м над р. м. З 1895 по 1953 роки спостереження проводилися також на посту біля села Залуква.

## Термічний та льодовий режим. Твердий стік

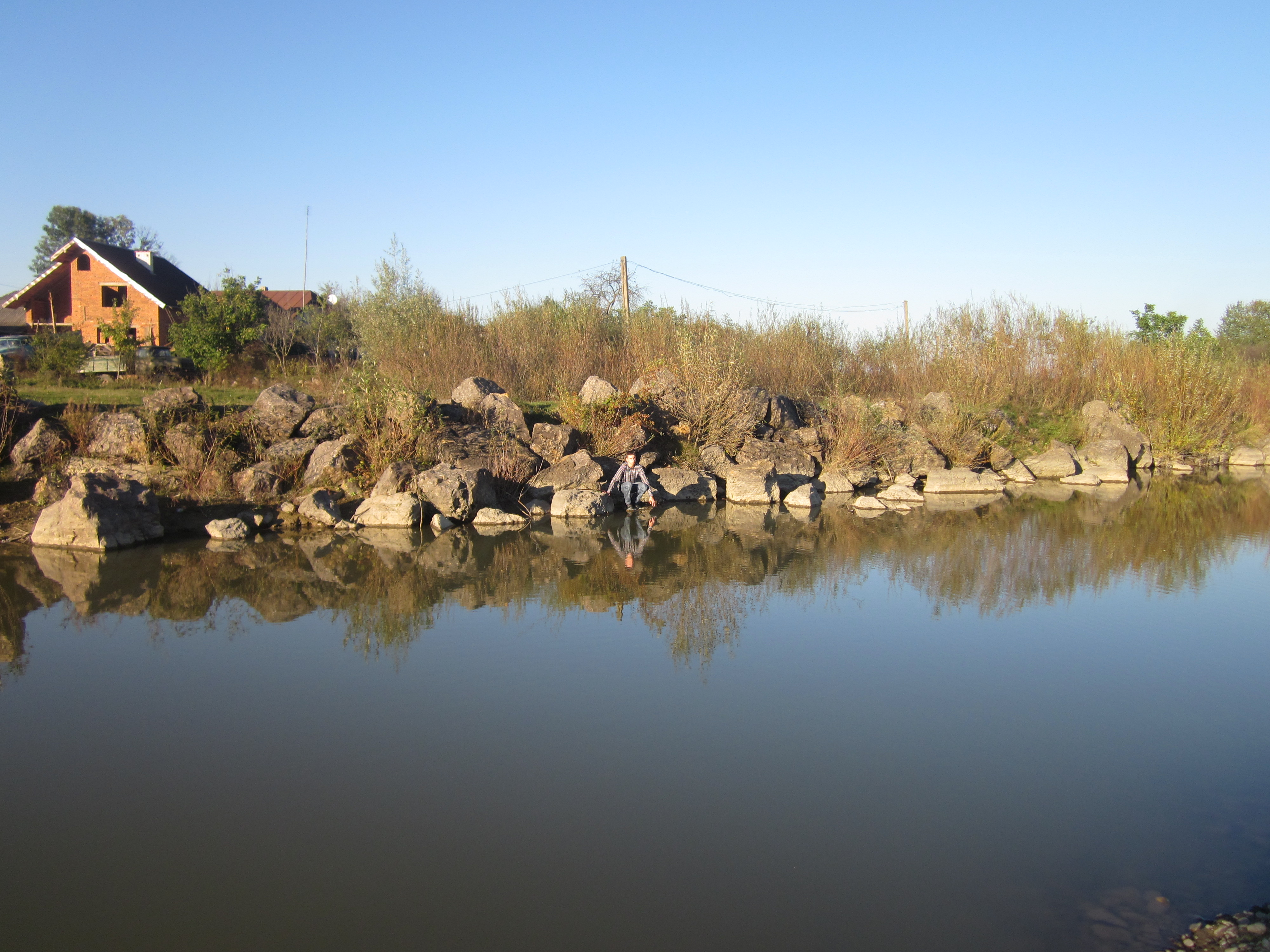
Луква біля села Комарів

Річки Карпат характеризуються паводковим режимом і несуть велику кількість наносів різного складу та з частками різних розмірів. З полонин стікають потоки, мутність яких рідко перевищує 100—300 г/м³; дещо більша насичені наносами води, що стікають із залісених схилів,— 300—500 г/м³. Проте навіть незначне порушення дернини на полонинах чи вирубування лісів значно збільшують еродованість території та мутність води.
Вирубування лісу у передгір'ях Карпат призвело до того, що у 1970–1980-ті роки твердий стік збільшився удвічі. У ряді випадків його збільшенню сприяло влаштування руслових кар'єрів і зниження базису ерозії.
Праві притоки Дністра — Луква та Лімниця — у Галицькому районі протікають по Передкарпатському крайовому прогині, де підвищується питома вага ерозійних форм рельєфу. Схиловий стік тут виникає зрідка навесні, а влітку — після інтенсивних опадів. Мутність їх вод міняється від 0,02–0,2 до 0,5–3 кг/м³. Більше за інші змиваються ґрунти, розвинуті на лесоподібних суглинках. Гранулометричний склад донних відкладів річок басейну Дністра в межах Галицького району представлений більш крупними фракціями, ніж зважені наноси. У донних відкладах карпатських приток Дністра (Лукви і Лімниці) переважають фракції діаметром 20–100 мм.

### Гідрохімічна характеристика
Мінералізація річкових вод Карпат невисока: на правих притоках Дністра (Стрий, Свіча, Лімниця) — 170—250 мг/л, у басейні Тиси — 142—260 і у верхів'ях Пруту — 190—354 мг/л. Води тут дуже бідні на кальцій та деякі мікроелементи, наприклад, йод.
Від мінералізації прямо залежить твердість річкових вод. У річках Полісся та Карпат вона коливається від 1,5 до 6 мг-екв/л.

## Господарське освоєння і регіональна специфіка
Останнім часом якість води (зокрема мінералізація) в гірських річках практично не змінилася і близька до природної. Верхні гірські ділянки річок, де практично відсутня господарська діяльність,— чисті, з водою високої якості. Але з просуванням до низу і розширенням річкових долин активізується господарська діяльність, внаслідок чого відбувається інтенсивне антропогенне забруднення понизь гірських річок. Надходження неочищених чи недостатньо очищених стічних вод у річки призводить до різкого збільшення концентрації біогенних та органічних речовин, погіршення кисневого режиму, бактеріального забруднення.
Басейни Передкарпаття більш забруднені. Води тут містять як речовини органічного, так і неорганічного походження, що пов'язано із значним розвитком гірничої справи.
Найбільше потерпають гірські водозбори від масової вирубки лісу на верхніх ділянках водозборів.
У гірських районах Карпат площа лісів зменшилася в 1,5—2 рази (сучасна лісистість територій становить 50 %), у Передкарпатті — до 35 %. Перевипас на полонинах — причина посилення процесів площинного змиву і зародження лінійної ерозії. Це призводить до посилення змивання ґрунту.
Різко знизилася і рибопродуктивність Карпатських річок (у 4—5 разів). Деякі види цінних риб (дунайський лосось та ін.) збереглися лише поодинокими екземплярами.
Головні проблеми річок регіону:
- катастрофічні паводки і їх руйнівні наслідки;
- водна ерозія;
- оглеєння ґрунтів і як результат — водний дефіцит ґрунтів.

У Лукву протягом року скидається 6,5 тис. м³ недостатньо очищених стоків, що негативно впливає на стан цієї річки. На 2025 рік Луква була однією з двох найзабрудненіших річок області.

### Антропогенні зміни заплавно-руслового комплексу басейну Лукви

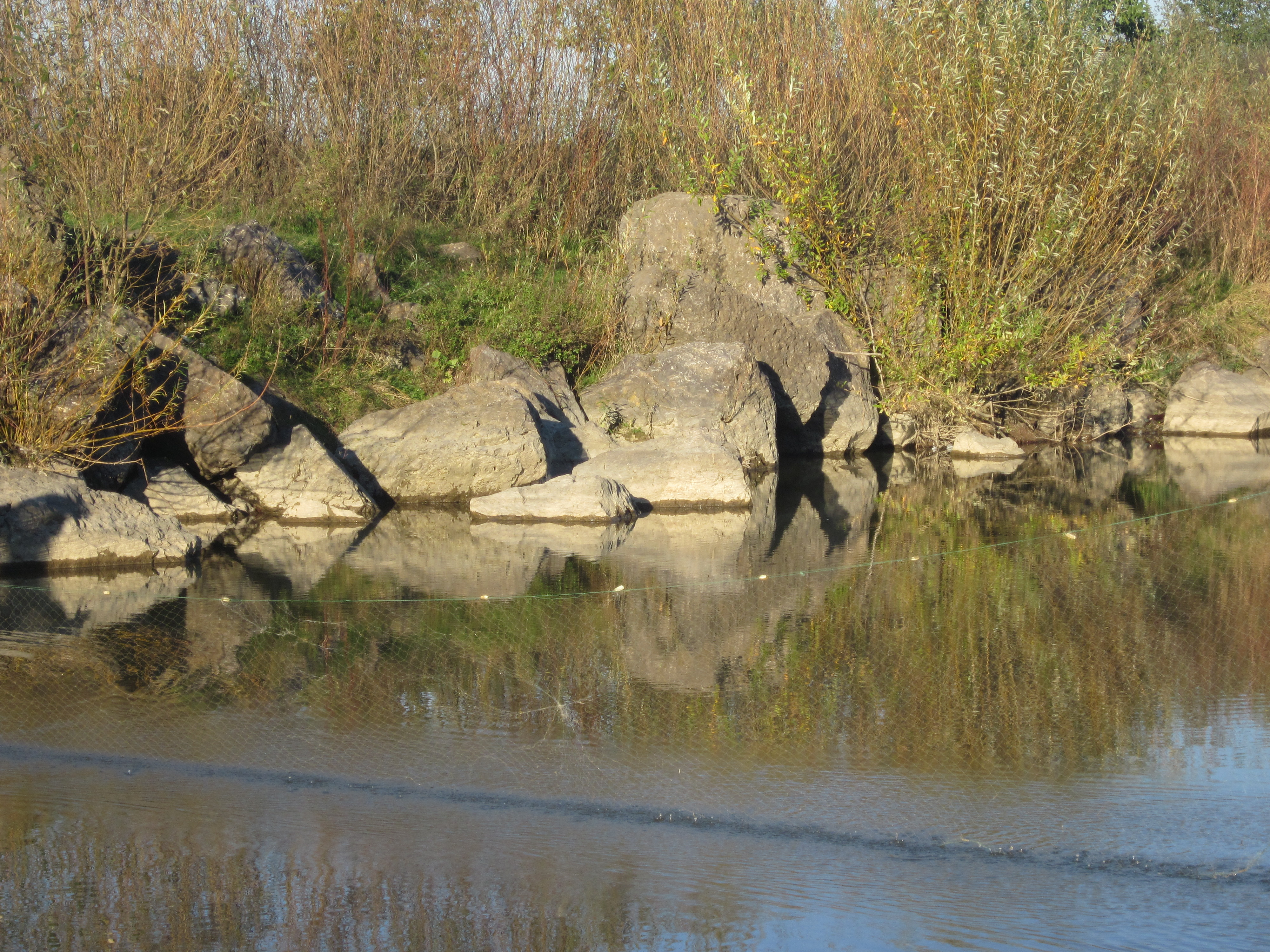
Луква біля села Комарів

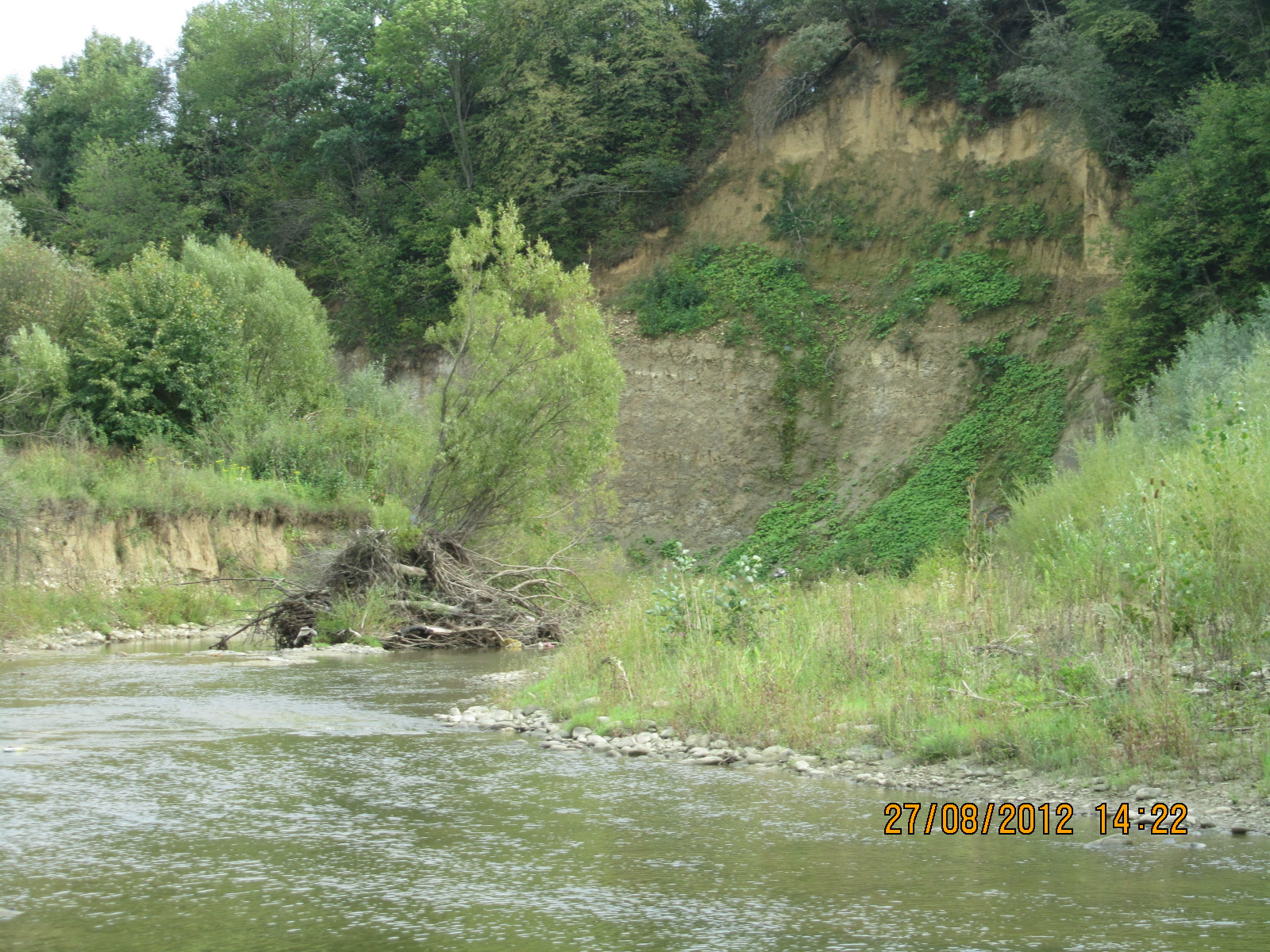
Луква біля села Комарів

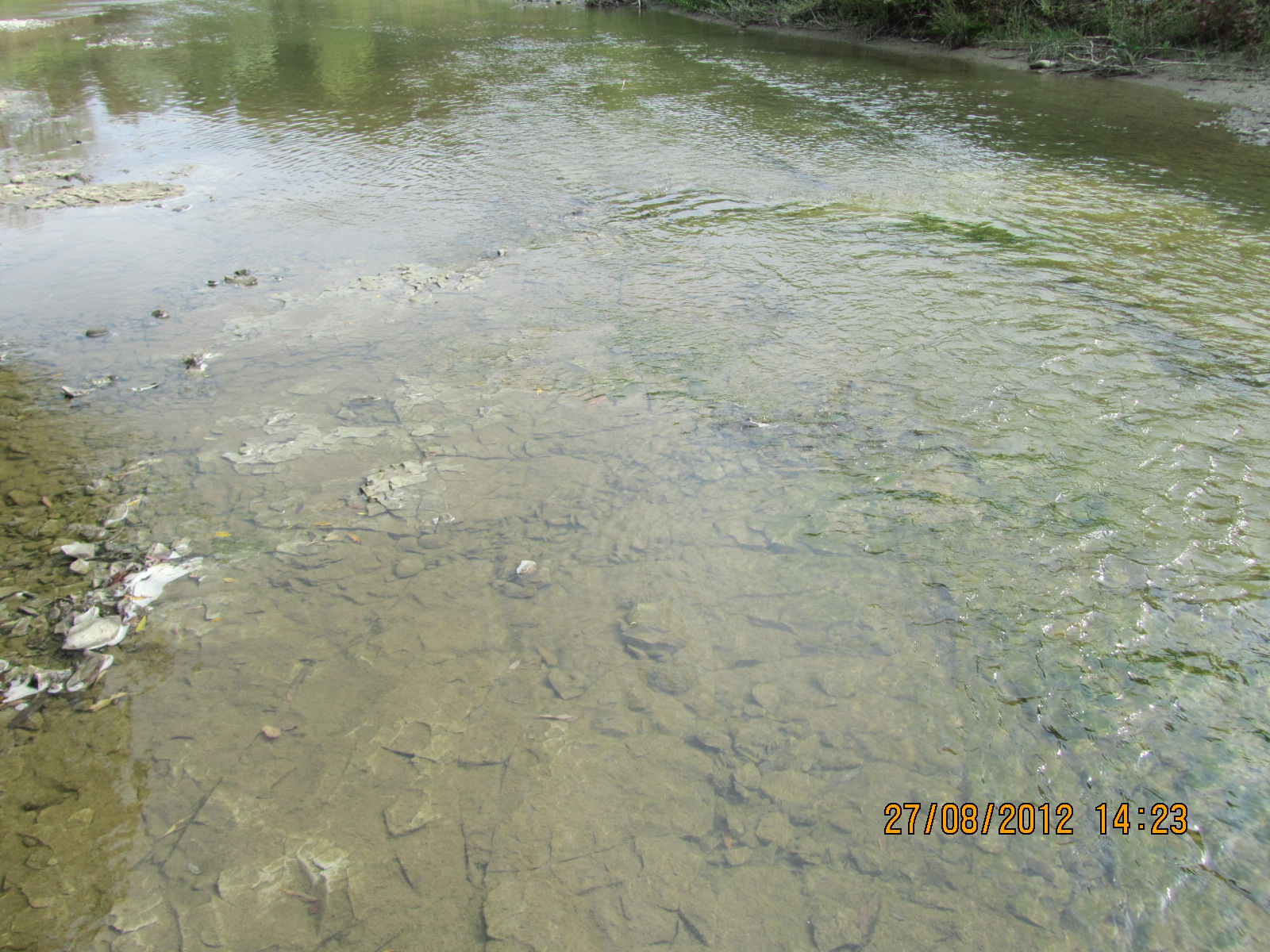
Луква біля села Комарів

Масштаби використання заплави, як і господарські дії на їхню природу, постійно збільшувалися. Будучи в основному ареною сільськогосподарської діяльності, заплава річки окультурюється. Ландшафти у верхній течії річки переважно лісові і піддаються інтенсивній вирубці. Рубки відбуваються не повсюдно, а локально — і щоразу в іншому місці. Така господарська діяльність має також і санітарно-профілактичний характер. Однак наслідком цього є пересихання окремих ділянок річки у літній період, що призводить до порушень у стоці річки. Поодиноке сміття у руслі можна спостерігати практично всюди. Під механічними змінами треба розуміти мостові переходи, штучне обвалування русла тощо.
У нижній течії річки заплавно-руслові комплекси в основному піддаються розорюванню, основними наслідками яких є зміна та набуття нових властивостей заплавними ландшафтами й надходження у річкові води забруднюючих речовин з полів та продуктів життєдіяльності людини. Наприклад, у Галицькому районі працює Спілка селян «Луква», яка активно використовує невідомі хімікати для боротьби з бур'янами. Зважаючи на те, що сільськогосподарські площі, які належать СС «Луква», розташовані поблизу, а то й у заплаві річки, можна тільки здогадуватися, яку шкоду це наносить Лукві.
Важливим є питання захисту від дії води населених пунктів, розташованих на річках Луква і Луквиця — Комарів, Бринь, Сапогів, Крилос та Вікторів.

## Долина річки як об'єкт туризму та історії
На початку XII ст. на високому крутому березі Лукви на місці сучасного Крилоса існувало місто Галич, що вперше згадується в літописних джерелах за 1113 р. Він був добре укріплений — зі сходу, півночі та заходу природними перешкодами служили долини річок, а з півдня — серія насипних валів, розділених ровами. У 1144 р. Галич стає центром однойменного князівства, а з 1199 р. — об'єднаного Галицько-Волинського. У 1241 р. місто було зруйноване ордами хана Батия, а з 1349 р. Галичина перебувала у складі Польщі. Слава колишньої столиці поступово минула, і місто перемістилося в гирло Лукви на берег Дністра. Там відбудували новий Галич, а Крилосу від колишньої княжої столиці дісталися її руїни. З численних культових споруд княжого міста найвідомішим був Успенський собор (1157 р.). На його фундаменті в 1500 р. була побудована Василівська каплиця, а матеріали зі зруйнованого собору використовувалися для будівництва однойменної Успенської церкви (початок XVI ст.). У 1676 р. вона була знищена турецько-татарським військом і відновлена через чверть століття, а потім чотири рази капітально реконструювалася. У 1959 р. на місці передбачуваного поховання князя Ярослава Осмомисла (1153—1187 рр.), який правив Галицьким князівством у період його найвищого розквіту, встановлена меморіальна плита. А нове тисячоліття ознаменувалося в Крилосі будівництвом по сусідству з похмурими середньовічними культовими спорудами на рідкість легкої і життєствердною дерев'яної церкви (2001 р.).
Саме архітектурні пам'ятки Давнього Галича, які розташовані на території Національного Заповідника «Давній Галич», є основними об'єктами туризму в долині Лукви. Декілька найцікавіших для пересічного туриста пам'яток:
- Реконструкція (2007 рік) оборонної башти XVII століття з каплицею Св. Михаїла.
- Митрополичі палати XVIII століття.
- Реконструкція дерев'яної церкви XVI століття
- Курган Х століття — «Галичина могила».
- Галицький замок.
- Церква Різдва Христового (пам'ятка архітектури XIII—XVI століть).

Розвиток туризму в долині Лукви має як переваги, так і небезпеки. Наприклад, якщо сучасний Крилос стане відомим туристичним об'єктом, то наплив туристів погіршить екологічну ситуацію в районі басейну Лукви, реальністю стане засмічення досі чистих берегів; погіршиться якість води. Зважаючи на те, що Луква є початковою ланкою, то ці негативні чинники позначаться на всьому гідрографічному ланцюгу.

### Галицький замок
Будівництво замку розпочалося у 1367 році (за часів польського правління) на місці, де ще в ХІІІ столітті існувало укріплення, яке охороняло пристань на Дністрі. Спочатку це була дерев'яна споруда, обнесена валами. 1627 року за проектом італійського інженера-фортифікатора Ф. Корассіні замок було перебудовано з дерев'яного на кам'яний. Загалом за період 1590—1633 років на місто було здійснено 29 татарських нападів. У 1621 та 1676 роках турецько-татарські війська знищували фортецю. У 1772 році Галицький замок перейшов у державні камеральні володіння Австрії. З того часу він почав занепадати. У 1796 році, згідно з губернаторським розпорядженням, замок почали розбирати. До нашого часу збереглися руїни замку (його почали реставрувати), глибокі рови навколо.

### Митрополичі палати
1156 року Галич було піднесено до рівня єпархіального центру Галицької єпархії, що стало першою сходинкою на шляху до перетворення міста в один з найпотужніших релігійних центрів України в епоху середньовіччя. Вже 1303 року Галич став столицею Галицької митрополії, підпорядкованої Константинопольському патріархату, а 1807 року було створено Галицьку митрополію УГКЦ.
Митрополичі палати — пам'ятка архітектури XVIII століття. Це остання літня резиденція галицького митрополита Андрея Шептицького. У 20—40 роках XX століття в Митрополичих палатах проживали сестри-служебниці. Приміщення носило назву «Захоронка». 15 червня 1960 року в приміщенні Митрополичих палат було відкрито філіал Івано-Франківського краєзнавчого музею. Наразі в цьому приміщенні розміщено експозицію Музею історії давнього Галича.

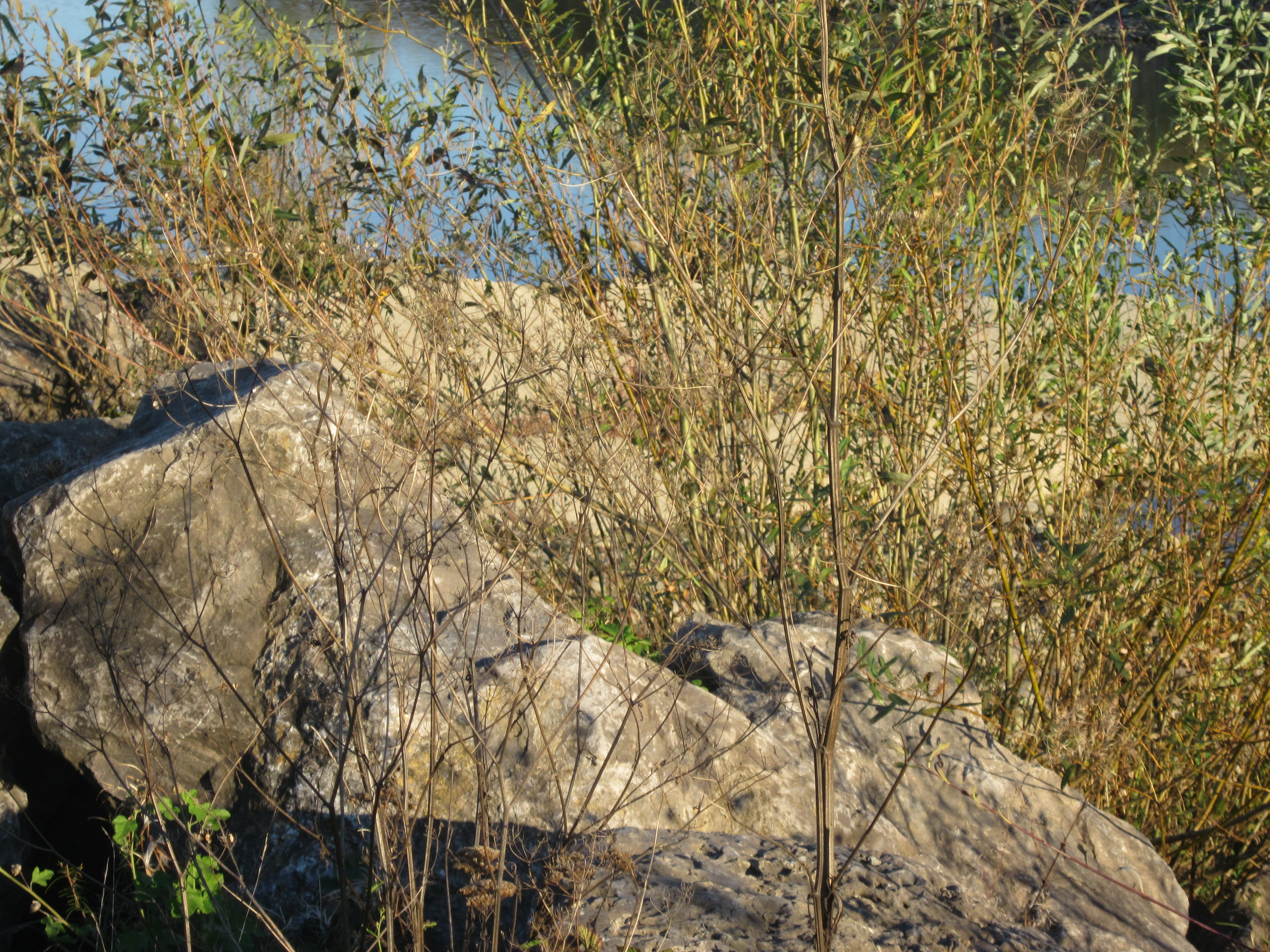
Луква біля села Комарів

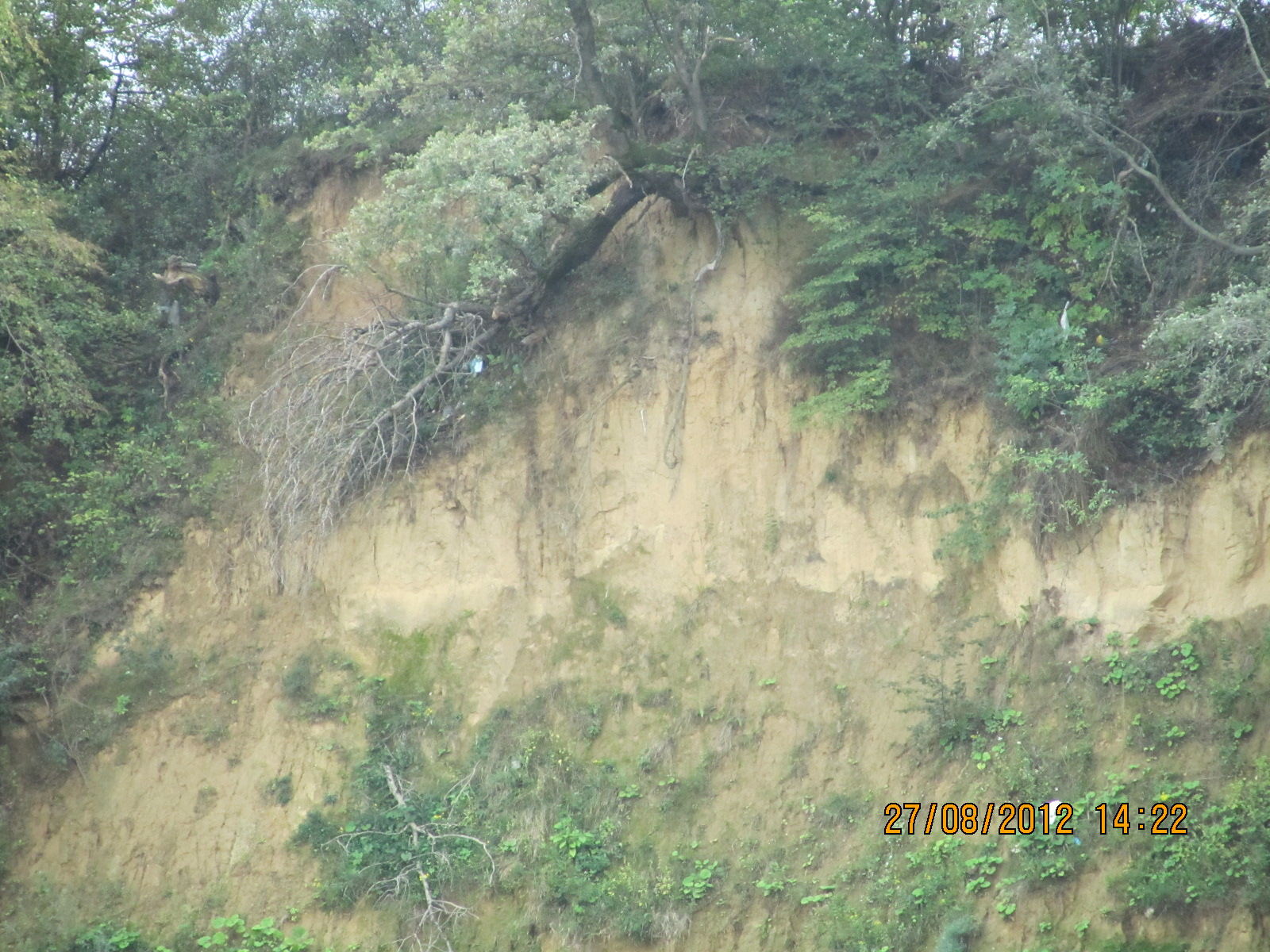
Розмитий річкою берег

## Інтернет-ресурси
- Туристичний портал 1001 дорога. «Село Крилос». — [Електронний ресурс]. — Режим доступу: http://1001doroga.ru/ivano-frankovskaja-oblast/1253-selo-krylos-galichskogo-rajjona.html [Архівовано 6 березня 2016 у Wayback Machine.]
- Сергій Клименко. «Галич і Крилос, 2003, 2009 та 2013 роки» — [Електронний ресурс]. — Режим доступу: http://klymenko.in.ua/Other_World/Ukraine.Halych.htm [Архівовано 14 березня 2016 у Wayback Machine.]
- Топонімічний словник України. — [Електронний ресурс]. — Режим доступу: https://web.archive.org/web/20150912040013/http://www.toponymic-dictionary.in.ua/index.php?option=com_content&view=section&layout=blog&id=12&Itemid=13
- «Температурний режим річок». — [Електронний ресурс]. — Режим доступу:

http://bookdn.com/book_532_glava_16_4._Temperaturnijj_rezhim_rіch.html [Архівовано 1 березня 2021 у Wayback Machine.]
- Івано-Франківське обласне управління водних ресурсів. «Контроль якості поверхневих вод» — [Електронний ресурс]. — Режим доступу: http://www.vodgosp.if.ua/2012-09-24-07-25-22/2012-09-24-07-26-25/2012-10-02-12-37-08.html%5Bнедоступне+посилання+з+липня+2019%5D